# La última tentación de Cristo (novela)
La última tentación de Cristo es una novela del escritor griego Nikos Kazantzakis, publicada por primera vez en 1953, cuyo tema es la vida de Jesús de Nazaret. La temática de la novela ha causado controversia y fue un factor decisivo para que la Iglesia Ortodoxa Griega decidiera excomulgar a Kazantzakis. En el Prefacio, Kazantzakis aclara que su propósito no era escribir una biografía sino "la confesión de todos los hombres que luchan"; asimismo, expresa su convencimiento de la importancia de hacer manifiesto el lado humano de Jesucristo pues, de otro modo, no sería posible conmover al lector ni convertirse en un modelo de vida. 

## Argumento
Jesús es un carpintero nazareno odiado por los demás judíos por tratarse del único carpintero que sigue fabricando cruces para los romanos. Lo hace porque sufre unos ataques en los que una voz le dice que él es elegido, y quiere que Dios lo odie, mas aun así las voces parecen no cesar.
Un día parte para el desierto para hacerse monje. Una vez allí se purifica y empieza su tarea evangelizadora seguido siempre por Judas, zelote a quien habían encomendado matarlo pero que al final acaba siendo su mejor discípulo. Esa es justamente la razón por la que Jesús le confía la misión de traicionarlo.
Mientras Jesús es crucificado, recuerda las tentaciones a las que fue sometido por el Diablo y a las cuales resistió. Tras gritar las palabras "Eli, Eli...", desfallece. Al despertar, se da cuenta de que no está en la cruz sino apoyado en un árbol gigantesco que florece en primavera. Entonces, se le aparece un ángel el cual le dice que todo ha sido un sueño. Jesús sigue los consejos del ángel y huye con María Magdalena.
Pasado un tiempo, y tras la muerte de María Magdalena, Jesús se casa con María hermana de Marta y forma una familia, viviendo como un hombre más. Un día, se encuentra con Pablo, quien predicaba sobre el Mesías y su sacrificio. Jesús se le acerca y trata de desmentirle todo, pero Pablo lo reconoce y le dice que seguirá predicando aunque le duela.
Pasado un tiempo, y en medio de las invasiones de Tito a Jerusalén, Jesús vive sus últimas horas. Entonces se acercan todos los apóstoles a verlo, y le recriminan el no haber consumado su Pasión. Entonces Jesús les indica que un ángel lo había autorizado. Los discípulos, espantados, reconocen al Diablo en el supuesto ángel.
Jesús, al saber esto, se levanta de su lecho y vuelve al Gólgota, queriendo terminar su Pasión... entonces despierta y descubre que todo era un sueño, y que va a terminar su sacrificio.

## Curiosidades
La novela tiene una introducción en donde el autor sostiene que la tentación más fuerte que puede tener un hombre es la de ser un hombre común. Agrega que Cristo pudo haberla tenido y que pese a todo la venció.
- Datos: Q1323860